# گونل فرد
گونل فرد (انگلیسی: Gunnel Fred؛ زادهٔ ۲۹ اوت ۱۹۵۵) هنرپیشه اهل سوئد است.
از فیلم‌هایی که وی در آن نقش داشته‌است، می‌توان به در حضور یک دلقک، ساراباند، اوکه و دنیای او، خانه در شب و اعترافات خصوصی اشاره کرد.